# Каталонская овчарка
Катало́нская овча́рка (кат. Gos d'atura català, исп. Pastor catalán) — порода собак, сформировавшаяся в каталонских Пиренеях. В России широкого распространения не имеет.
Изначально порода использовалась для пастьбы, но со временем набор выполняемых ею функций значительно расширился.

## История породы

Место зарождения породы — Каталония

Первые пиренейские овчарки появились в XVIII веке и стали прекрасными помощниками пастухов, стойко перенося природные условия Пиренейских гор.
В 1911 году в Испании каталонскую овчарку признали одной из национальных пород.
В 1915 году каталонская овчарка по кличке Пиар была вписана в племенную книгу. К 1923 году в книгу были внесены 4 представителя породы, среди которых был Милан — призёр выставок. В 1929 году на Международной выставке собак, проходящей в Барселоне, было зарегистрировано 6 представителей породы. Победители выставки — сука по кличке Мрие и кобель, сын Милана, — стали прототипом для разработки первого стандарта породы, представленного в Международную кинологическую федерацию FCI и утверждённого ей. Таким образом каталонская овчарка стала первой испанской породой, получившей признание не только в стране, но и во всём мире.
Во время Гражданской войны в Испании (1936—1939) каталонские овчарки служили караульными и посыльными животными.
Несмотря на признание породы, каталонские овчарки редко появлялись на выставках. На Мадридской выставке было представлено только 2 собаки. В целом за период с 1953 года по 1979 год в выставках участвовало 16 каталонских овчарок. C 1958 года по 1968 год порода вообще не появлялась на выставках. Позже вышла научная работа по каталонской овчарке, в которой изучила 44 собаки из питомника в Мадриде и 33 собаки, обследованные в Пиренейских горах Каталонии.

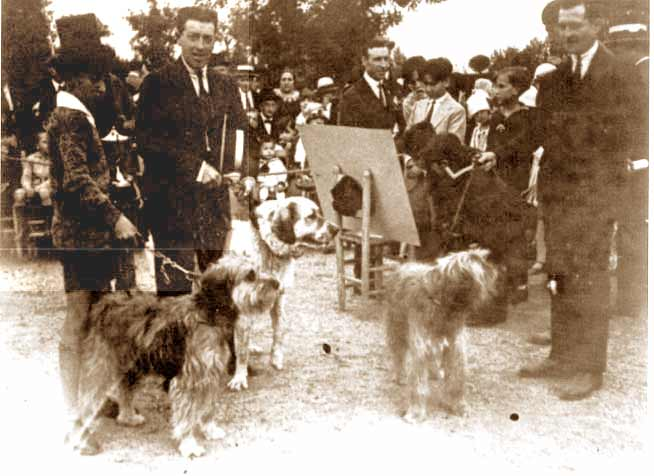
Каталонские овчарки Тас и Ирис на Международной выставке собак в Барселоне, 1929 год

В 1950-е годы Леон Рафаэль Сараса занялся изучением породы на кафедре зоотехнии Ветеринарного факультета. Результаты работы были опубликованы в 1957 году. В 1962 году Сараса переехал в Мадрид и организовал там экспериментальный питомник при ветеринарном факультете. 6 собак были привезены из Жероны.
Научную работу по каталонским овчаркам создала Жозефина Авила, исследовав 44 собаки из питомника и 33 овчарки в местах их естественного обитания.
В 1965 году порода находилась на грани вымирания. Каталонскую овчарку спасли от исчезновения, используя представителей породы, живущих в сельской местности, и особей из мадридского питомника. В 1974 году на Парижской выставке собак каталонская овчарка Унгос де Лакетаниа завоевала титул всемирного чемпиона. После триумфальной победы породой заинтересовались многие испанские заводчики. В 1982 году в стандарт каталонской овчарки были изменён. Современный стандарт принят в 2004 году.

## Внешний вид

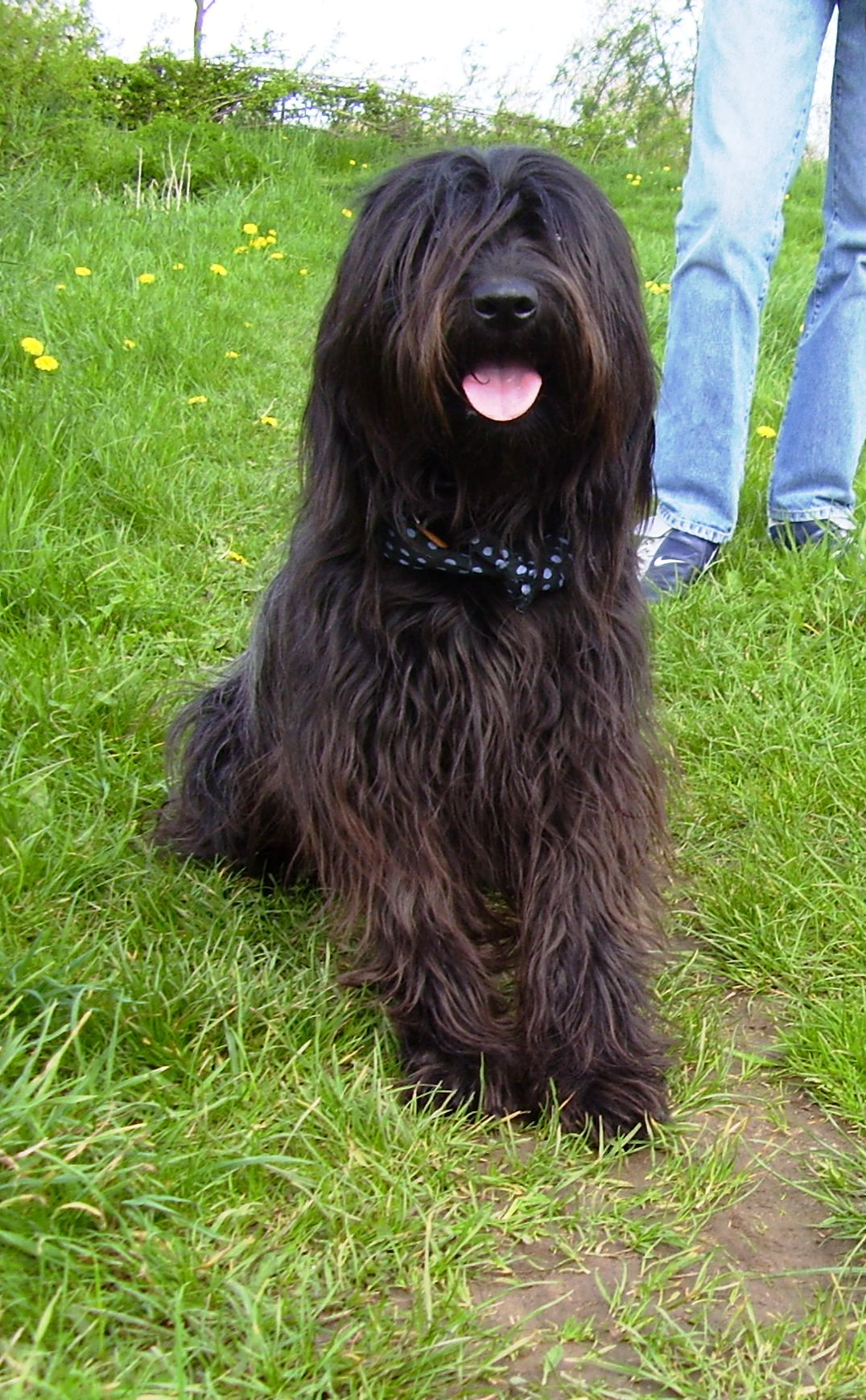
Длинношёрстная каталонская овчарка

Тело мощное, вписывается в прямоугольник. Грудная клетка глубокая (достигает уровня локтевого сустава). Спина прямая. Круп слегка скошен.
Конечности крепкие. Лапы овальные; на задних есть прибылые пальцы. Когти и подушечки чёрного цвета.
Хвост может достигать 10 см в длину. Низко посаженный, мохнатый. Есть особи, бесхвостые от рождения.
Голова крепкая, немного выпуклая в теменной части. Стоп явно выражен. Спинка носа ровная. Лоб прямой, плоский, невысокий. Морда сравнительно короткая. Прикус ножницеобразный.
Глаза круглые, выразительные, тёмно-янтарного цвета. Вокруг — чёрный ободок.
Уши треугольные, заострённые. Высоко поставлены, покрыты густой шерстью. Мягкие, опущены вдоль черепа.
Шерсть, плотно прилегающая, жёсткая. Густой подшёрсток. Имеются усы, борода, чёлка и пышный воротник. Линька двухэтапная; в первую очередь линяет передняя часть тела, затем — задняя часть.
На лапах шерсть может быть слабоволнистой. Соответственно с подкатегорией породы шерсть может быть более или менее длинной.
Наиболее типичными являются палевый, бурый, серый окрасы. Допустимы соболиный, олений. Встречается трёхцветный — чёрный с рыжими подпалинами и белыми отметинами. Украшающий волос обычно белый, серый, кирпичный, чёрный. Конечности, как правило, светлее. При светлом окрасе на морде присутствует тёмная маска.
Существует две разновидности каталонской овчарки — длинношёрстная (Gos d’Artura) и мало распространённая короткошёрстная (Gos d’Artura Cerdá).

## Темперамент

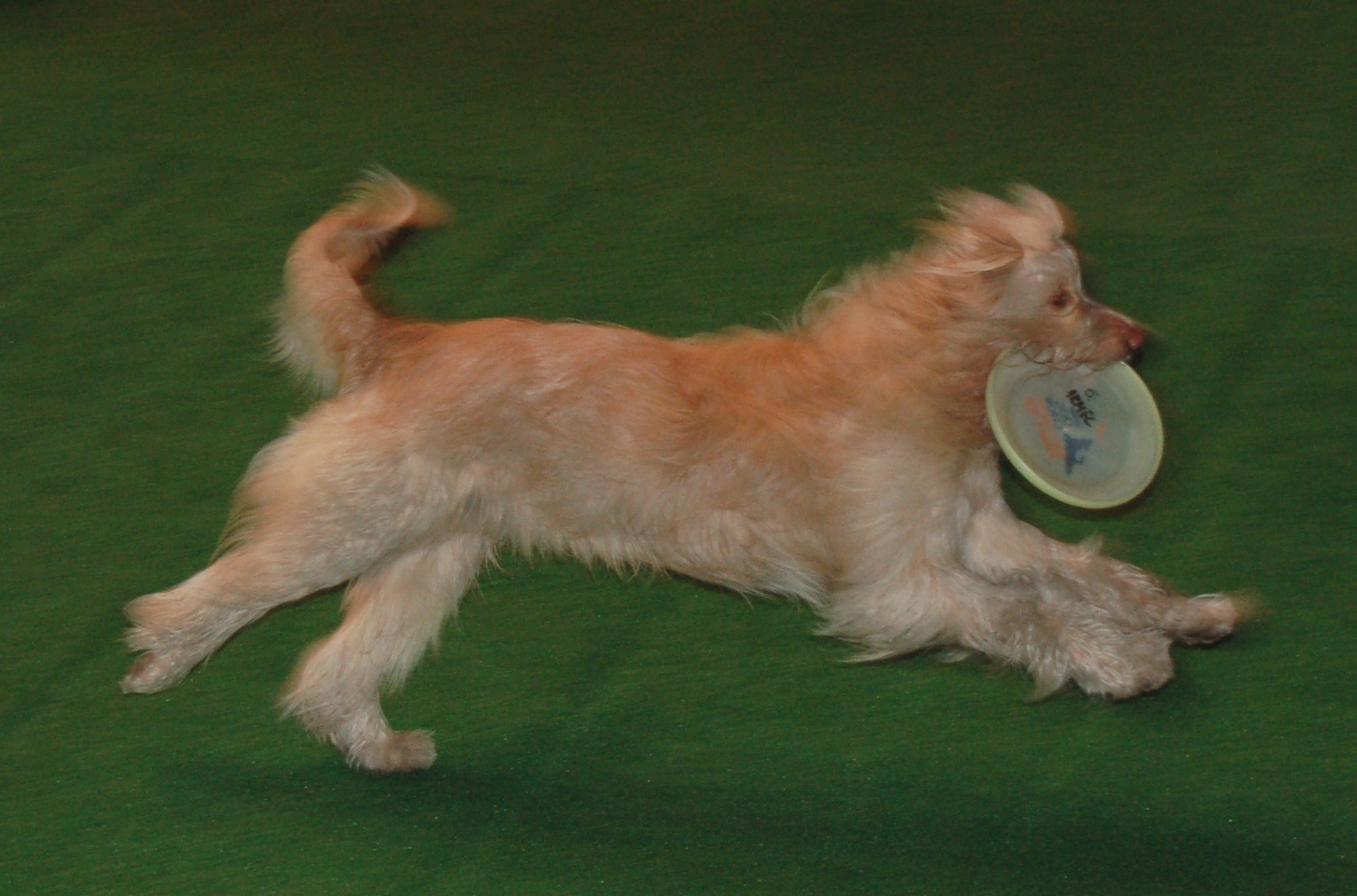
Каталонская овчарка. Фрисби

Каталонская овчарка — отличный друг семьи. Очень терпелива к детям. К незнакомым людям относится сдержанно, при угрозе может проявить агрессию. Весьма самостоятельна в принятии решений, однако это не мешает успешной дрессировке. Каталонские овчарки успешно выступают на аджилити — соревнованиях спортивного типа.

## Содержание и уход
Каталонская овчарка легко переносит холод, поэтому может спать на улице в конуре. Может приспособиться как к квартире, так и к дому с земельным участком. Рекомендованы продолжительные прогулки и двигательная активность. Шерсть нужно регулярно расчёсывать.

## Здоровье
Каталонские овчарки подвержены дисплазии тазобедренных суставов. Средняя продолжительность жизни составляет 12—14 лет.